# Hươu la California

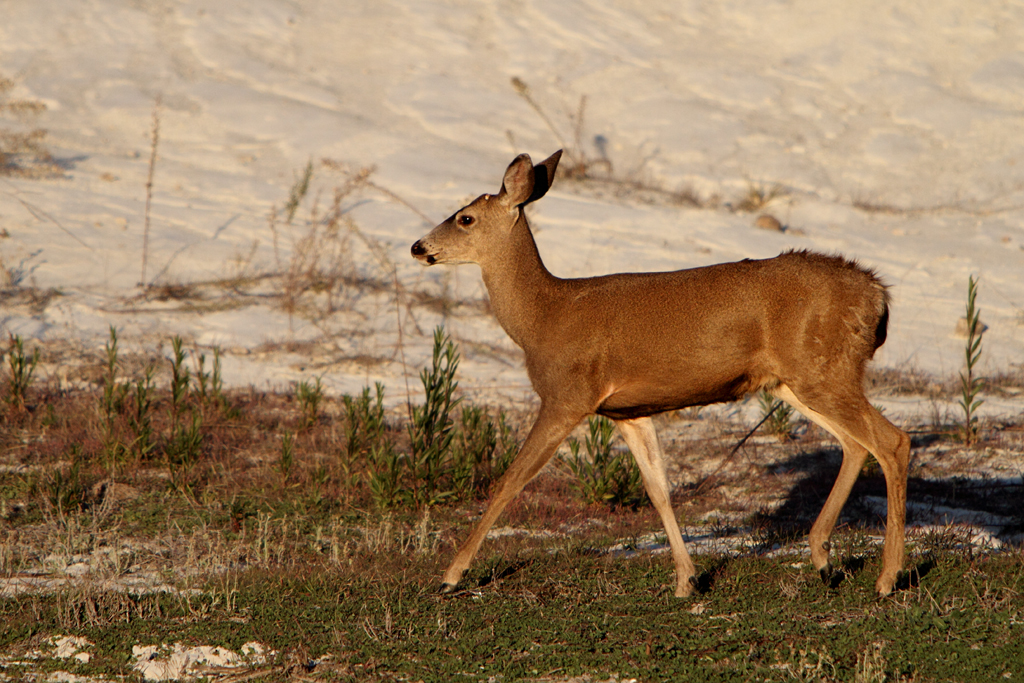
Một con hươu cái

Hươu la California (tên khoa học Odocoileus hemionus subsp. californicus) là một phân loài của hươu la có phạm vi phân bố bao gồm nhiều tiểu bang California thuộc Hoa Kỳ.

## Tổng quan
Một trong những dấu hiệu chính chính của phân biệt hươu la liên quan và hươu đuôi trắng là thói quen phát triển của gạc của những con hươu đực. Trong trường hợp của con Hươu la California, gạc ba nhánh có tốc độ tăng trưởng nhiều, trong khi gạc các loài khác phát triển theo một hướng về phía trước.
Từ thời tiền sử của người dân bản địa người Mỹ của California được biết là đã săn bắn Hươu California kể từ khoảng 12.000 trước Công nguyên. Trong kỷ nguyên hiện đại, kể từ khi thực dân châu Âu và Âu - Mỹ định cư tại California, áp lực săn bắn để tăng cường như dân số con người và săn bắn trở thành một hoạt động không chỉ liên quan đến nguồn cung cấp thực phẩm.

## Phân bố
Phân loài này (Odocoileus hemionus californicus) đang lan rộng khắp miền Bắc và miền Trung California trong đồng cỏ ven biển California cũng như phạm vi ven biển bên trong và ngọn núi nội địa, đặc biệt là khu vực Sierra Nevada. Hươu này sẽ ít hơn việc thường xuyên được nhìn thấy tại thung lũng nội địa, và sau đó chúng sẽ thường xuyên ra vùng ven sông là chủ yếu. Nói chung, hươu California có một sở thích đặc biệt cho địa hình đồi, đặc biệt là một môi trường sống trong rừng sồi. Nó thường sẽ dành hơn chín mươi phần trăm của chế độ ăn uống của chúng từ bụi cây của cây bụi và lá.
Hươu la California thường sống gần hồ, suối cung cấp nguồn nước cho chúng. Từ đó tiêu điểm này của nơi tiêu thụ nước chúng có thể đi lang thang từ 1-2 dặm xoay quanh chu vi này, và thường phân bố trong khu vực cây cỏ bên dưới hàng cây trong đó bán kính khoảng cách một dặm. Vào những ngày hè nóng hươu con California thường tìm bóng mát để nghỉ ngơi vào giữa ngày.

## Tập tính
Vào mùa hè, hươu California chủ yếu ăn các lá cây nhỏ, cây bụi và cây thân thảo, nhưng cũng tiêu thụ nhiều loại quả mọng. Vào mùa đông, chúng có thể mở rộng thực đơn thức ăn đến cây lá kim (đặc biệt là cành của linh sam Douglas), dương, liễu, thù du, cây bách xù, và cây xô thơm, chúng cũng sẽ ăn sồi. Trong đó cỏ là một nguồn thực phẩm thứ cấp và nguồn thức ăn từ vùng ngoại ô hoặc vườn cây ăn trái. Có sự đa dạng hóa chế độ ăn uống của chúng với nguyên liệu thực vật vườn, với cây ăn quả, và đôi khi ngay cả với thức ăn vật nuôi.
Thời gian động dục chỉ kéo dài trong một thời gian vài ngày. Những con đực biểu hiện hành vi hung hăng trong việc cạnh tranh dành bạn tình. Thời gian mang thai của hươu cái là khoảng 200 ngày và sẽ đẻ ra những con nai tơ vào mùa xuân, những hươu con sẽ ở lại với mẹ chúng trong suốt mùa hè và cai sữa vào mùa thu. Gạc của hươu đực của rụng vào mùa đông thời gian và bắt đầu phát triển một lần nữa vào mùa xuân. Những con nai tơ không có xu hướng ăn với nhau trong các nhóm gia đình trong khi đô có xu hướng đi ăn lẻ hoặc với những con hươu đực trưởng thành khác. Hươu California tích cực hoạt động nhất lúc bình minh và hoàng hôn, nhưng cũng sẽ tìm kiếm thức ăn vào ban đêm trong khu vực nông nghiệp hoặc khi gặp phải áp lực săn bắn.